# 模的支撑
在 交换代数 中， 一个交换环上的 模 {\displaystyle M} 的支撑是一个集合，它包含所有 {\displaystyle A} 上的理想 {\displaystyle {\mathfrak {p}}}，使得{\displaystyle M_{\mathfrak {p}}\neq 0}.  通常可以记为 {\displaystyle \operatorname {Supp} (M)}. 由定义，支撑是 {\displaystyle A} 的谱的子集。

## 性质
- {\displaystyle M=0} 当且仅当它的支撑是空集。

- 令 {\displaystyle 0\to M'\to M\to M''\to 0} 是一个  {\displaystyle A} 模正合序列. 那么
{\displaystyle \operatorname {Supp} (M)=\operatorname {Supp} (M')\cup \operatorname {Supp} (M'').}

注意这里的并集不一定是不相交的.
- 如果 {\displaystyle M} 是子模 {\displaystyle M_{\lambda }} 的和, 那么

{\displaystyle \operatorname {Supp} (M)=\bigcup _{\lambda }\operatorname {Supp} (M_{\lambda }).}
- 如果 {\displaystyle M}  是一个有限生成 {\displaystyle A} 模，那么 {\displaystyle \operatorname {Supp} (M)} 是的所有的包含 {\displaystyle M} 的消灭元所构成的素理想的集合. 特别的, 它在 {\displaystyle \operatorname {Spec} (A)} 的 Zariski拓扑结构 中是闭的.

- 如果 {\displaystyle M,N} 都是有限生成 {\displaystyle A}-模，那么
{\displaystyle \operatorname {Supp} (M\otimes _{A}N)=\operatorname {Supp} (M)\cap \operatorname {Supp} (N).}

- 如果 {\displaystyle M} 是一个有限生成模并且 {\displaystyle I} 是 {\displaystyle A} 的理想，那么 {\displaystyle \operatorname {Supp} (M/IM)} 是包含 {\displaystyle I+\operatorname {Ann} (M).} 素理想的集合. 这也就是

{\displaystyle V(I)\cap \operatorname {Supp} (M)}.

## 准凝聚层的支撑
如果 {\displaystyle F} 是概形 X上的一个 准凝聚层, 层{\displaystyle F}的支撑是点集 x∈X 使得 stalk {\displaystyle F}x 非零. 这个定义与空间 X上的 函数的支撑是一致的, 这就是我们使用"支撑"这个词的动机.
模上层的支撑的大部分性质都可以一字一句地推广到准凝聚层上来. 例如, 凝聚层 (更一般地, 一个有限型的层) 是空间 X的闭集. 

如果 {\displaystyle M} 是一个 {\displaystyle A}-模, 那么 {\displaystyle M} 作为模的支撑等价于 {\displaystyle M} 诱导的仿射概形 {\displaystyle \operatorname {Spec} (A)} 上的准凝聚层 {\displaystyle {\tilde {M}}} 的支撑. 另外, 如果 {\displaystyle \{U_{\alpha }=\operatorname {Spec} (A_{\alpha })\}} 
是概形 {\displaystyle X} 的一个仿射覆盖, 那么 {\displaystyle F} 作为层的支撑等价于每个 {\displaystyle A_{\alpha }}-模 {\displaystyle M_{\alpha }} 作为模的支撑的并集. 

由正合序列
{\displaystyle 0\to {\mathcal {O}}_{X}(-D)\to {\mathcal {O}}_{X}\to {\mathcal {O}}_{D}\to 0}
对于一个在光滑射影簇 {\displaystyle X} 中的除子 D, 如果我们令开集 {\displaystyle U=X-D} 则有
{\displaystyle {\mathcal {O}}_{X}(-D)(U)\cong {\mathcal {O}}_{X}(U)}, 这可以由线丛的定义得到, 并且注意到这里 {\displaystyle U\cap D=\varnothing }.

## 例子
由前面已知, 一个素理想 {\displaystyle {\mathfrak {p}}} 在模 {\displaystyle M} 的支撑里, 当且仅当它包含 {\displaystyle M} 的消灭元. 来看一个例子 
{\displaystyle {\frac {\mathbb {C} [x,y,z,w]}{(x^{4}+y^{4}+z^{4}+w^{4})}}\in {\text{Mod}}(\mathbb {C} [x,y,z,w])}
作为模的消灭元是理想  {\displaystyle (x^{4}+y^{4}+z^{4}+w^{4})}. 这意味着 
{\displaystyle {\text{Supp}}(M)\cong \operatorname {Spec} (\mathbb {C} [x,y,z,w]/(x^{4}+y^{4}+z^{4}+w^{4}))}
也就是说它的支撑是多项式 {\displaystyle x^{4}+y^{4}+z^{4}+w^{4}} 的零点.
现在来看短正合序列
{\displaystyle 0\to I\to R\to R/I\to 0}
我们可以认为理想
{\displaystyle (x^{4}+y^{4}+z^{4}+w^{4})} 
的支撑等价于
{\displaystyle {\text{Spec}}(\mathbb {C} [x,y,z,w]_{(x^{4}+y^{4}+z^{4}+w^{4})})}
也就是多项式零点的补集.
在specialization意义下, 模的支撑总是闭的.
现在, 如果我们在一个整环里取两个多项式{\displaystyle f_{1},f_{2}\in R}, 使得理想 {\displaystyle (f_{1},f_{2})} 是完全交, 那么张量积的性质告诉我们
{\displaystyle {\text{Supp}}\left({\frac {R}{(f_{1})}}\otimes _{R}{\frac {R}{(f_{2})}}\right)={\text{Supp}}\left({\frac {R}{(f_{1})}}\right)\cap {\text{Supp}}\left({\frac {R}{(f_{2})}}\right)\cong {\text{Spec}}(R/(f_{1},f_{2}))}

## 相关参考
- Associated prime
- Support (mathematics)